# Liste des épisodes de Star Trek (série télévisée d'animation)

Cette page présente la liste des épisodes de la série télévisée d'animation Star Trek (Star Trek: The Animated Series) diffusée en 1973-1974.
Note : Certains épisodes possèdent un double titre en français, les deux versions y sont ici citées. Les épisodes sont listés dans l'ordre de diffusion originale et non l'ordre de production.

## Première saison (1973-1974)
| N° | N° sais. | Titre original                | Titre français                               | Scénario                  | Réalisation    | Première diffusion aux États-Unis | Première diffusion en France | Code  |
| -- | -------- | ----------------------------- | -------------------------------------------- | ------------------------- | -------------- | --------------------------------- | ---------------------------- | ----- |
| 1  | 1        | Beyond the Farthest Star      | Au-delà de l’étoile morte ou L'Étoile morte  | Samuel A. Peeples         | Hal Sutherland | 8 septembre 1973                  | 28 mars 1998                 | 22004 |
| 2  | 2        | Yesteryear                    | Retour dans le passé ou Le Petit Spock       | D. C. Fontana             | Hal Sutherland | 15 septembre 1973                 | 28 mars 1998                 | 22003 |
| 3  | 3        | One of Our Planets Is Missing | Il nous manque une planète                   | Marc Daniels              | Hal Sutherland | 22 septembre 1973                 | 28 mars 1998                 | 22007 |
| 4  | 4        | The Lorelei Signal            | L’Appel de Loreli ou Le Chant des sirènes    | Margaret Armen            | Hal Sutherland | 29 septembre 1973                 | 4 avril 1998                 | 22006 |
| 5  | 5        | More Tribbles, More Troubles  | Les Soucis du capitaine Kirk ou Tribulations | David Gerrold             | Hal Sutherland | 6 octobre 1973                    | 4 avril 1998                 | 22001 |
| 6  | 6        | The Survivor                  | Le Survivant                                 | James Schmerer            | Hal Sutherland | 13 octobre 1973                   | 11 avril 1998                | 22005 |
| 7  | 7        | The Infinite Vulcain          | L’Éternel Vulcain ou Duplicité               | Walter Koenig             | Hal Sutherland | 20 octobre 1973                   | 11 avril 1998                | 22002 |
| 8  | 8        | The Magicks of Megas-Tu       | La Magie des Megas 2                         | Larry Brody               | Hal Sutherland | 27 octobre 1973                   | 11 avril 1998                | 22009 |
| 9  | 9        | Once Upon a Planet            | Il était une fois une planète                | Chuck Menville Len Janson | Hal Sutherland | 3 novembre 1973                   | 18 avril 1998                | 22017 |
| 10 | 10       | Mudd’s Passion                | La Passion de M. Mudd ou L'Élixir d'amour    | Stephen Kandel            | Hal Sutherland | 10 novembre 1973                  | 18 avril 1998                | 22008 |
| 11 | 11       | The Terratin Incident         | L’Incident de Terratin                       | Paul Schneider            | Hal Sutherland | 17 novembre 1973                  | 18 avril 1998                | 22015 |
| 12 | 12       | Time Trap                     | Le Piège du temps ou La Souricière           | Joyce Perry               | Hal Sutherland | 24 novembre 1973                  | 25 avril 1998                | 22010 |
| 13 | 13       | The Ambergris Element         | Mutation sur Argos                           | Margaret Armen            | Hal Sutherland | 1er décembre 1973                 | 2 mai 1998                   | 22013 |
| 14 | 14       | Slaver Weapon                 | L’Arme des Slavennes                         | Larry Niven               | Hal Sutherland | 15 décembre 1973                  | 2 mai 1998                   | 22011 |
| 15 | 15       | The Eye of the Beholder       | La Planète mystérieuse                       | David P. Harmon           | Hal Sutherland | 5 janvier 1974                    | 9 mai 1998                   | 22016 |
| 16 | 16       | The Jihad                     | Jihad                                        | Stephen Kandel            | Hal Sutherland | 12 janvier 1974                   | 9 mai 1998                   | 22014 |

## Deuxième saison (1974)
| N° | N° sais. | Titre original                     | Titre français                   | Scénario                  | Réalisation | Première diffusion aux États-Unis | Première diffusion en France | Code  |
| -- | -------- | ---------------------------------- | -------------------------------- | ------------------------- | ----------- | --------------------------------- | ---------------------------- | ----- |
| 17 | 1        | The Pirates of Orion               | Les Pirates d'Orion              | Howard Weinstein          | Bill Reed   | 7 septembre 1974                  | mai 1998                     | 22020 |
| 18 | 2        | BEM                                | Le Comandeur Bem                 | David Gerrold             | Bill Reed   | 14 septembre 1974                 | mai 1998                     | 22018 |
| 19 | 3        | Practical Joker                    | Le Farceur ou Farces et Attrapes | Chuck Menville Len Janson | Bill Reed   | 21 septembre 1974                 | mai 1998                     | 22021 |
| 20 | 4        | Albatross                          | Dramia : L’Épidémie              | Dario Finelli             | Bill Reed   | 28 septembre 1974                 | -                            | 22019 |
| 21 | 5        | How Sharper than a Serpent’s Tooth | Le Retour de Kukulhan            | Russell Bates David Wise  | Bill Reed   | 5 octobre 1974                    | -                            | 22022 |
| 22 | 6        | The Counter-Clock Incident         | L’Univers à l’envers             | John Culver               | Bill Reed   | 12 octobre 1974                   | -                            | 22023 |